# Barcząca (gmina)
Barcząca – dawna gmina wiejska istniejąca w XIX wieku w guberni warszawskiej. Nazwa gminy pochodzi od wsi Barcząca, lecz siedzibą władz gminy był Józefów.
Za Królestwa Polskiego gmina Barcząca należała do powiatu mińskiego w guberni warszawskiej.
Gmina figuruje jeszcze w 1877 roku lecz w i 1885 roku jednostka już nie występuje.